# Christiaan Ingelse
Dit overzicht is mogelijk incompleet; u kunt helpen door het uit te breiden.
Christiaan Ingelse (Haarlem, 1948) is een Nederlandse organist en componist.
Ingelse werd opgeleid door Piet van Egmond en daarna aan het Koninklijk Conservatorium in Den Haag, waar hij orgel- en kerkmuziek studeerde bij Adriaan Engels en Wim van Beek. Vervolgens studeerde hij aan de Hochschule für Musik und darstellende Kunst te Wenen. Ingelse ontving bij zijn afstuderen de zilveren Fockmedaille en de Nicolaiprijs. Ook ontving hij voor zijn werk de Prix d' Excellence.
Ingelse was hoofdorganist van de Sint-Janskerk van Gouda en gaf orgelconcerten in binnen- en buitenland.

## Discografie (selectie)
- Mozart en tijdgenoten (cd)
- Vier eeuwen Luther in de Duitse orgelmuziek (cd)
- Dritter Theil der Clavier Übung van Johann Sebastian Bach (dubbel-cd)